# Steve McIntyre
Steve McIntyre (29 de maio de 1974 é um engenheiro do Reino Unido de software e colaborador de longa data do projeto Debian. Nascido em Wigan, Inglaterra, McIntyre agora vive em Cambridge e trabalha para a ARM Holdings.
Melhores contribuições de McIntyre foram no campo da criação de imagens de CD / DVD, é o responsável por gerar as imagens oficiais e líder do time do debian-cd. Steve concorreu ao cargo de líder do Projeto Debian em 2006 e 2007, mas não venceu. No período de 2006, trabalhou como "Segundo em Comando" do projeto. Em 2008 foi eleito líder, e foi reeleito em 2009. Decidiu por não participar da eleição de 2010, na qual foi vencida por Stefano Zacchiroli.